# Sezon na kanarki
Sezon na kanarki (bułg. Сезонът на канарчетата) – bułgarski dramat filmowy z 1993 roku, reżyserii Ewgenija Michajłowa. W 1993 film został wyselekcjonowany jako bułgarski kandydat do nagrody Amerykańskiej Akademii Filmowej, ale nie uzyskał nominacji.

## Fabuła
Po wyjściu z więzienia Malin składa nieoczekiwaną wizytę swojej matce – Lili, która mieszka razem z mężczyzną, przez którego Malin znalazł się w więzieniu. Chłopak próbuje dowiedzieć się od Lili kto jest jego prawdziwym ojcem. Akcja filmu wraca do czasów szkolnych Lili - do małego nadmorskiego miasteczka. Tuż po maturze rzuca ją chłopak – jej pierwsza miłość. Zostaje zgwałcona przez komunistę – aparatczyka. Nijakie, beznadziejne życie prowadzi ją w końcu do szpitala dla umysłowo chorych. Gdy Malin dowiedział się prawdy, postanawia odwiedzić miasteczko, w którym przyszedł na świat.

## Obsada
| Aktor               | Rola                |
| ------------------- | ------------------- |
| Paraskewa Dżukełowa | młoda Lili          |
| Płamena Getowa      | stara Lili          |
| Mikaeł Donczew      | Malin               |
| Petyr Popjordanow   | Iwan, ojciec Malina |
| Michaił Aleksandrow | młody Malin         |
| Ani Wyłczanowa      | Margarita           |
| Płamen Sirakow      | Tanasi              |
| Nikołaj Urumow      | Cziko               |
| Elefteri Elefterow  | Sławczo             |
| i inni              |                     |